# Массандзаго
Массандзаго (итал. Massanzago) — коммуна в Италии, располагается в провинции Падуя области Венеция.
Население составляет 5163 человека (на 2004 г.), плотность населения составляет 361 чел./км². Занимает площадь 13 км². Почтовый индекс — 35010. Телефонный код — 049.
Покровителем коммуны почитается святой мученик Александр Бергамский, празднование 26 августа.